# Polishämnaren
Polishämnaren (originaltitel: The Big Heat) är en amerikansk film noir från 1953 i regi av Fritz Lang.

## Handling
Dave Bannion (Glenn Ford) är en polis av det hederliga slaget. Hans kollega Tom Duncan tar livet av sig och Bannion får höra rykten om att han hade förbindelser med stadens gangstrar. Bannion börjar nysta i fallet men varnas. När han fortsätter, sprängs hans fru i luften och det viktiga vittnet mördas.

## Medverkande (urval)
| Glenn Ford        | – Kriminalinspektör Dave Bannion |
| Gloria Grahame    | – Debby Marsh                    |
| Lee Marvin        | – Vince Stone                    |
| Jeanette Nolan    | – Bertha Duncan                  |
| Alexander Scourby | – Mike Lagana                    |
| Jocelyn Brando    | – Katie Bannion                  |
| Adam Williams     | – Larry Gordon                   |
| Carolyn Jones     | – Doris                          |